# You Can't Stop the Reign
You Can't Stop the Reign es el tercer álbum de estudio lanzado por Shaquille O'Neal. Fue lanzado el 19 de noviembre de 1996 por Interscope Records y presenta la producción de DJ Quik, Poke y Tone, Mobb Deep y Easy Mo Bee.

## Información
El álbum tuvo un éxito decente, alcanzado el #82 en el Billboard 200 y #21 en el Top R&B/Hip-Hop Albums. Dos sencillos fueron lanzados, "You Can't Stop the Reign" y "Strait Playin". "You Can't Stop the Reign" sería después tomada por Michael Jackson para su canción "Unbreakable" de su último álbum de estudio Invincible en que el que Shaquille no recibió crédito.

## Lista de canciones
1. "Shaquille (Interlude)"- :58
2. "You Can't Stop the Reign"- 4:43 (Featuring The Notorious B.I.G.)
3. "D.I.V.A. Radio (Interlude)"- :55
4. "It Was All a Dream"- 4:43
5. "No Love Lost"- 3:51 (Featuring Jay-Z & Lord Tariq)
6. "Strait Playin'"- 4:35 (Featuring Peter Gunz & DJ Quik)
7. "Best to Worst"- 3:58 (Featuring Peter Gunz)
8. "Legal Money"- 4:36 (Featuring Mobb Deep)
9. "Edge of Night"- 4:26 (Featuring Bobby Brown)
10. "S.H.E. (Interlude)"- :30 (Featuring S.H.E.)
11. "Let's Wait a While"- 4:04
12. "Can I Play  Gunz"- 4:24 (Featuring Peter Gunz)
13. "Just Be Good to Me"- 4:32 (Feat.Alicia Renee)
14. "More to Life"- 4:24 (Featuring Smooth B, Bobby Brown, Ralph Tresvant)
15. "Big Dog Stomp"- 4:11
16. "Game of Death"- 4:12 (Featuring Rakim)
17. "Outtro (Interlude)"- 1:20 (Featuring Lord Tariq)

## Posicionamiento
Álbum
| Año  | Listas            | Posición |
| ---- | ----------------- | -------- |
| 1996 | R&B Albums        | 21       |
| 1996 | The Billboard 200 | 82       |
| 1997 | R&B Albums        | 37       |